# Katsiaryna Barisevitch
Katsiaryna Anatolyevna Barisevitch, née le 2 août 1984 à Staryïa Darohi dans la Région de Minsk alors en BSSR, est une journaliste biélorusse. En 2020, elle est arrêtée, jugée et détenue dans le cadre de l'Affaire "0 PPM". Elle est reconnue prisonnière politique par Amnesty International et Viasna. Elle est libérée le 19 mai 2021.

## Éléments biographiques
Katsiaryna Barisevitch nait à Staryïa Darohi près de Minsk. Pendant ses études à l'Université d'État biélorusse, elle travaille à temps partiel à « New Radio », puis à la première chaîne nationale de la radio biélorusse. En 2007, elle est diplômée de la Faculté de journalisme de la BSU, avec une spécialisation en "Journalisme télévisé et radio". En 2007, elle obtient un emploi à la Radio européenne pour la Biélorussie  mais elle doit y renoncer lorsque, en 2008, le bureau de la station de radio de Minsk est perquisitionné et que tous les employés sont évacué vers Varsovie. Elle reste cependant à Minsk et travaille désormais pour le journal en russe biélorusse Komsomol Pravda en Biélorussie, où elle couvre principalement des chroniques criminelles. Barisevitch y travaille jusqu'en janvier 2017, avant d'accepter l'offre de travailler pour le site « TUT.BY ».

### Affaire "0 ppm"
Elle couvre l'affaire autour du meurtre de Roman Bandarenka en novembre 2020  et rapporte des informations médicales selon lesquelles l'homme assassiné était complètement sobre, ce qui contredit la thèse officielle tenue par Alexandre Loukachenko et Natalya Kachanova selon laquelle Roman Bandarenka était ivre au moment de son décès. Elle est arrêtée pour cela le 19 novembre 2020 à Minsk de même que son informateur, le médecin Artyom Sorokin. Une affaire pénale est ouverte.
Le 2 mars 2021, Le tribunal du district de Kastrytchnitski de Minsk  sous la présidence de la juge Sviatlana Bandarenko annonce le verdict:  Katsiaryna Barisevitch est reconnue coupable d'incitation à divulguer un secret médical et est condamnée à 6 mois de prison, ainsi qu'à une amende de 100 unités de base. Le docteur Artyom Sorokin a été reconnu coupable d'avoir divulgué un secret médical à une journaliste et a été condamné à 2 ans d'emprisonnement dont 1 an avec sursis, ainsi qu'à une amende de 50 unités de base.
L'appel contre la peine, examiné par le tribunal de la ville de Minsk le 20 avril 2021, est rejeté.
Le 24 novembre 2020, l'organisation internationale de défense des droits humains « Amnesty International » la reconnaît comme prisonnière d'opinion dans l'affaire Bandarenka. Le même jour, par une déclaration commune, dix organisations, dont le Centre des droits de l'homme "Viasna", l'Association biélorusse des journalistes, le Comité biélorusse d'Helsinki, la reconnaissent également comme prisonnière politique,,. Le vice-président de l'Association biélorusse des journalistes, Barys Goretsky, a déclaré que les autorités ne combattent pas le problème, mais les médias : "Ils pensent que si la presse n'écrit pas sur Bandarenko, les gens ne le sauront pas. Eux, bien sûr, savent tout, mais les médias sont toujours attaqués".
Le 16 décembre 2020, Cem Özdemir, membre du Bundestag, parraine la prisonnière politique.
Le 2 mars 2021, dans une lettre ouverte, les éditeurs de " TUT.BY" déclarent que la condamnation de  Katsiaryna Barisevitch est illégale et injuste : " une vengeance sur elle personnellement pour son travail et une tentative de faire pression sur TUT. BY et d'autres médias indépendants". L'ensemble des journalistes, rédacteurs et employés du site signent pour la libération immédiate de  Katsiaryna Barisevitch. Des représentants de l'Association des journalistes allemands, de Reporters sans frontières et Cem Özdemir critiquent également la décision du tribunal. Svetlana Tikhanovskaïa qualifie les décisions de justice contre le médecin et la journaliste de preuve que "pour le régime, la vérité est devenue un crime pénalement punissable", la capitaine de l'équipe féminine biélorusse de basket-ball,  Katsiaryna Snytina, lui rend également visite. L'Association biélorusse des journalistes condamne également la peine de prison prononcée contre  Katsiaryna Barisevitch.
Parmi les autres organisations qui ont condamné l'emprisonnement et la peine de Barisevitch, on retrouve la Fédération européenne des journalistes, le Comité pour la protection des journalistes, l'International Press Institute,,. Miss Biélorussie, journaliste de formation , Olga Khizhynkova, a commenté la phrase : "Je me réjouis de la peine relativement "douce" pour des personnes totalement innocentes. Que ce ne soit pas cinq, pas dix ans de prison, c'est là où nous en sommes arrivés.". La représentante de l'OSCE sur la liberté des médias, Teresa Ribeiro, a qualifié le verdict de Barisevitch de nouveau coup porté à la liberté des médias en Biélorussie.
Katsiaryna Barisevitch est libérée le 19 mai 2021.

## Reconnaissances
- Les militants biélorusses des droits de l'homme l'ont nommée "Journaliste de l'année" (2020) (avec Daria Chultsova et Kateryna Andreeva)[21],[22],[23].

- Le 9 avril 2021, elle est lauréate du prix "Honneur du journalisme" du nom d'Ales Lipai (avec Daria Chultsova et Kateryna Andreeva )[24].

- Le 14 juillet 2021, elle reçoit le Prix international de la liberté de la presse du Comité pour la protection des journalistes[25].

- Le 12 août 2021, elle et d'autres journalistes biélorusses reçoivent un Free Media Awards (Gerd Bucerius Free Press of Eastern Europe Award)[26].

## Liens
- Page consacrée à Katsiaryna Barisevitch sur le site du Centre des droits de l'homme "Viasna"